# Dagmara Poláková
Dagmara Poláková es una deportista eslovaca que compitió en ciclismo en la modalidad de BMX. Ganó una medalla de plata en el Campeonato Mundial de Ciclismo BMX de 1999 y cinco medallas en el Campeonato Europeo de Ciclismo BMX entre los años 1999 y 2003.

## Palmarés internacional
| Campeonato Mundial | Campeonato Mundial          | Campeonato Mundial | Campeonato Mundial |
| Año                | Lugar                       | Medalla            | Competición        |
| ------------------ | --------------------------- | ------------------ | ------------------ |
| 1999               | Vallet (Francia)            | Medalla de plata   | Carrera            |
| Campeonato Europeo |                             |                    |                    |
| Año                | Lugar                       | Medalla            | Competición        |
| 1999               | Valkenswaard (Países Bajos) | Medalla de plata   | Carrera            |
| 2000               | Mandeure (Francia)          | Medalla de bronce  | Carrera            |
| 2001               | Ginebra (Suiza)             | Medalla de bronce  | Carrera            |
| 2002               | Esselbach (Alemania)        | Medalla de plata   | Carrera            |
| 2003               | Vallet (Francia)            | Medalla de plata   | Carrera            |